# Radosław Wiśniewski (piłkarz)
Radosław Wiśniewski (ur. 10 września 1992 w Kamieniu Pomorskim) – polski piłkarz występujący na pozycji pomocnika w polskim klubie OKS Goleniów. Wychowanek Iny Goleniów, w karierze reprezentował także barwy takich klubów, jak Pogoń Szczecin (17 meczów w ekstraklasie), Bałtyk Gdynia oraz Lorca FC.